# Psychotria clusioides
Psychotria clusioides är en måreväxtart som beskrevs av George Richardson Proctor. Psychotria clusioides ingår i släktet Psychotria och familjen måreväxter. Inga underarter finns listade i Catalogue of Life.